# 战火中的青春
《戰火中的青春》（前名《我们的西南联大》）是中国大陆历史题材电视剧，以西南联大为创作背景，由高翊浚、王鹏执导，王鹤棣、周也、叶祖新、胡连馨、王羽铮等主演。该剧于2019年8月24日开机，同年12月31日杀青。2023年4月23日在江苏卫视首播。

## 剧情
1937年七七事变爆发，是月日军攻占平津，清华大学、北京大学和南开大学的师生不得不踏上内迁之路，组建国立长沙临时大学，尔后又内迁至云南昆明，成立国立西南联合大学。

## 播出时间
| 频道     | 所在地   | 首播日期      | 播出时间 | 备注     |
| 江苏卫视 | 中国大陆 | 2023年4月23日 | 19:30    | 幸福剧场 |
| 爱奇艺   | 中国大陆 | 2023年4月23日 | 22:30    | 同步网播 |
| 优酷     | 中国大陆 | 2023年4月23日 | 22:30    | 同步网播 |

## 演员

### 主要演员
| 演員   | 角色   | 介紹                                                               |
| 王鹤棣 | 程嘉树 | 美国留学归来→国立长沙临时大学外文学系一年级生                      |
| 周也   | 林华珺 | 北京大学中文系学生→国立长沙临时大学国文学系二年级生                |
| 叶祖新 | 叶润名 | 国立清华大学物理系学生→国立长沙临时大学国文学系三年级生 叶润青哥哥 |
| 胡连馨 | 叶润青 | 私立南开大学英文系学生→国立长沙临时大学外文学系二年级生 叶润名妹妹 |

### 其他演员
| 演員   | 角色     | 介紹                                                                               |
| 王羽铮 | 毕云霄   | 国立清华大学学生→国立长沙临时大学物理学系二年级生                                  |
| 贺鹏   | 文颉     | 私立东吴大学录取新生→国立长沙临时大学国文学系一年级生                              |
| 王仁君 | 裴远之   | 国立北京大学中国文学系助教，中共地下党员                                           |
| 王玥兮 | 方悦容   | 国立清华大学图书管理员，中共地下党员，程嘉树表姐                                   |
| 俞灏明 | 程嘉文   | 程嘉树哥哥                                                                         |
| 王劲松 | 梅贻琦   | 国立清华大学校长                                                                   |
| 马跃   | 闻一多   | 国立清华大学中国文学系教授                                                         |
| 马少骅 | 冯友兰   | 国立清华大学文学院院长，哲学系主任                                                 |
| 王鑫   | 赵忠尧   | 国立清华大学物理系教授                                                             |
| 李博   | 郑天挺   | 国立北京大学秘书长，中国文学系副教授                                               |
| 毕彦君 | 张伯苓   | 南开大学校长                                                                       |
| 王志飞 | 蒋梦麟   | 国立北京大学校长                                                                   |
| 蒋恺   | 朱自清   |                                                                                    |
| 谭凯   | 曾昭抡   |                                                                                    |
| 刘佩琦 | 徐特立   |                                                                                    |
| 高曙光 | 龙云     |                                                                                    |
| 程煜   | 程道襄   | 程嘉树父亲                                                                         |
| 丛珊   | 张淑慎   |                                                                                    |
| 安杰   | 毕云峰   | 毕云霄哥哥                                                                         |
| 林典涵 | 李丞林   |                                                                                    |
| 黄金成 | 毛鸿     |                                                                                    |
| 夏梦   | 阿美     |                                                                                    |
| 金志浩 | 双喜     |                                                                                    |
| 李哲豪 | 罗恒     | 私立南开中学学生→国立长沙临时大学外文学系一年级生                                  |
| 张光北 | 毕保中   | 毕云霄和毕云峰之父，国民革命军第二十九军第37师副师长，卢沟桥事变时与所部战死于南苑 |
| 陈政阳 | 雷正     |                                                                                    |
| 孔琳   | 叶母     |                                                                                    |
| 李洪涛 | 李群     | 中共北平临时市委，学联党团负责人                                                   |
| 曹操   | 美軍教官 |                                                                                    |

## 制作
该剧剧本耗时6年，创作和修改了14个版本，举行过72次剧本讨论会。
2019年8月24日，该剧在清华大学正式开机拍摄，之后在北京市、江苏省、浙江省、云南省等14地取景。同年12月31日在云南省腾冲市杀青。